# Peramorfosi
In zoologia, quando si fa uso del termine peramorfosi ci si riferisce a una forma di sviluppo embrionale e somatico in cui un individuo non ancora maturo sessualmente (sia questo in stato larvario o meno) possiede tratti somatici tipici di individui maturi della stessa specie.
Il contrario di questo concetto è la pedomorfosi.
Un esempio della peramorfosi si può osservare nella crescite dei palchi del Megaloceros giganteus, o, più comunemente, nella maggior parte delle specie di roditori insulari. Questi ultimi si caratterizzano da uno sviluppato gigantismo e da dimensioni di guance e denti ridotti e che raramente vengono rimpiazzati. Possibilmente, queste caratteristiche sono dovute alla relativa abbondanza di risorse e alla quasi inesistente competizione che gli ambienti insulari sono soliti offrire.
In casi rari, caratteri peramorfotici possono presentarsi contemporaneamente a caratteristiche pedomorfotiche, come nel caso della Ambystoma maculatum.